# Champions Trophy mannen 2012
De 34e editie van de Champions Trophy hockey voor mannen werd gehouden van 1 december tot en met 9 december 2012 in Melbourne. Titelverdediger Australië wist in eigen land de finale van Nederland te winnen en prolongeerde de titel.
De deelnemers waren volgens de regels van de FIH het gastland, de top vijf van de vorige editie en de winnaar van de Champions Challenge 2011. De resterende plaatsen werden ingevuld door de FIH op basis van commercieel belang, de wereldranglijst en de ontwikkeling van het hockey.

## Geplaatste landen
Spanje was automatisch gekwalificeerd als runner-up van de vorige editie. Omwille van financiële redenen haakte het Spaanse team echter af, zodat de FIH drie teams uitnodigde.
- Australië (gastland)
- België (winnaar Champions Challenge 2011)
- Duitsland (nummer 5 in 2011)
- Engeland (uitgenodigd door de FIH)[2]
- India (uitgenodigd door de FIH)[3]
- Nederland (nummer 3 in 2011)
- Nieuw-Zeeland (nummer 4 in 2011)
- Pakistan (uitgenodigd door de FIH)[3]

## Selecties

### India
1. Rupinder Pal Singh
2. Kothajit Singh
3. Manpreet Singh
4. Sardar Singh
5. Yuvraj Walmiki
6. Dharamvir Singh
7. VR Raghunath
8. SK Uthappa
9. Aushani Tirkey (gk)

1. Danish Mujtaba
2. Nithin Thimmaiah
3. Gurwinder Singh Chandi
4. Harbir Singh Sandhu
5. Thirumala Portunuri (gk)
6. SV Sunil
7. Birendra Lakra
8. Akashdeep Singh
9. Gurmail Singh

Bondscoach: Michael Nobbs

Manager: Mohammad Riaz Nabi

## Scheidsrechters
- David Gentles
- Haider Rasool
- Martin Madden
- Richmond Attipoe
- Deon Nel

- Diego Barbas
- Paco Vázquez
- Andrew Kennedy
- Raghu Prasad
- Simon Taylor

## Groepsfase

#### Groep A
| Team          | Gsp | Gw | G | V | DV | DT | DS | Pnt |
| ------------- | --- | -- | - | - | -- | -- | -- | --- |
| India         | 3   | 2  | 0 | 1 | 9  | 6  | +3 | 6   |
| Duitsland     | 3   | 2  | 0 | 1 | 7  | 8  | −1 | 6   |
| Engeland      | 3   | 1  | 1 | 1 | 6  | 5  | +1 | 4   |
| Nieuw-Zeeland | 3   | 0  | 1 | 2 | 5  | 8  | −3 | 1   |

| 1 december 2012 12:30         |         |                          |                                                          |
| Duitsland                     | 3 – 2   | Nieuw-Zeeland            | Scheidsrechters: David Gentles (AUS) Haider Rasool (PAK) |
| Matania 2' Ruehr 21' Korn 26' | verslag | L'Huilier 56' Wilson 66' | Scheidsrechters: David Gentles (AUS) Haider Rasool (PAK) |

| 1 december 2012 16:30 |         |                                    |                                                             |
| Engeland              | 1 – 3   | India                              | Scheidsrechters: Martin Madden (SCO) Richmond Attipoe (GHA) |
| Smith 15'             | verslag | Mujtaba 22' Walmiki 38' Chandi 66' | Scheidsrechters: Martin Madden (SCO) Richmond Attipoe (GHA) |

| 2 december 2012 10:30 |         |           |  |
| Engeland              | 4 – 1   | Duitsland |  |
|                       | verslag |           |  |

| 2 december 2012 12:30 |         |       |  |
| Nieuw-Zeeland         | 2 – 4   | India |  |
|                       | verslag |       |  |

| 4 december 2012 13:30 |         |          |  |
| Nieuw-Zeeland         | 1 – 1   | Engeland |  |
|                       | verslag |          |  |

| 4 december 2012 17:30 |         |       |  |
| Duitsland             | 3 – 2   | India |  |
|                       | verslag |       |  |

#### Groep B
| Team      | Pld | W | D | L | GF | GA | GD | Pts |
| --------- | --- | - | - | - | -- | -- | -- | --- |
| Nederland | 3   | 2 | 1 | 0 | 8  | 5  | +3 | 7   |
| Australië | 3   | 2 | 1 | 0 | 5  | 2  | +3 | 7   |
| Pakistan  | 3   | 1 | 0 | 2 | 3  | 4  | −1 | 3   |
| België    | 3   | 0 | 0 | 3 | 6  | 11 | −5 | 0   |

| 1 december 2012 10:30            |         |           |                                                          |
| Nederland                        | 3 – 1   | Pakistan  | Scheidsrechters: Andrew Kennedy (ENG) Diego Barbas (ARG) |
| De Wijn 31', 45' Hertzberger 56' | verslag | Waqas 17' | Scheidsrechters: Andrew Kennedy (ENG) Diego Barbas (ARG) |

| 1 december 2012 14:30                        |         |                  |                                                    |
| Australië                                    | 4 – 2   | België           | Scheidsrechters: Deon Nel (RSA) Raghu Prasad (IND) |
| Simpson 4' Whetton 29' Ford 37' Ciriello 62' | verslag | Dockier 38', 40' | Scheidsrechters: Deon Nel (RSA) Raghu Prasad (IND) |

| 2 december 2012 14:30 |         |          |  |
| België                | 0 – 2   | Pakistan |  |
|                       | verslag |          |  |

| 2 december 2012 16:30 |         |           |  |
| Nederland             | 0 – 0   | Australië |  |
|                       | verslag |           |  |

| 4 december 2012 15:30 |         |           |  |
| België                | 4 – 5   | Nederland |  |
|                       | verslag |           |  |

| 4 december 2012 19:30 |         |          |  |
| Australië             | 1 − 0   | Pakistan |  |
|                       | verslag |          |  |

## Kwartfinale
| 6 december 2012 12:30 |         |          |  |
| Duitsland             | 1 − 2   | Pakistan |  |
|                       | verslag |          |  |

| 6 december 2012 15:00 |         |               |  |
| Nederland             | 2 – 0   | Nieuw-Zeeland |  |
|                       | verslag |               |  |

| 6 december 2012 17:30 |         |        |  |
| India                 | 1 – 0   | België |  |
|                       | verslag |        |  |

| 6 december 2012 20:00 |         |          |  |
| Australië             | 2 – 0   | Engeland |  |
|                       | verslag |          |  |

## Play-offs

#### Crossover
| 8 december 2012 08:30 |         |          |  |
| België                | 4 – 0   | Engeland |  |
|                       | verslag |          |  |

| 8 december 2012 11:00 |         |               |  |
| Duitsland             | 6 – 4   | Nieuw-Zeeland |  |
|                       | verslag |               |  |

### Wedstrijd voor de 7e/8e plaats
| 9 december 2012 08:30 |              |               |  |
| Engeland              | 2 – 3 (n.v.) | Nieuw-Zeeland |  |
|                       | verslag      |               |  |

### Wedstrijd voor de 5e/6e plaats
| 9 december 2012 11:00 |              |           |  |
| België                | 5 – 4 (n.v.) | Duitsland |  |
|                       | verslag      |           |  |

## Knock-outfase

### Halve finale
| 8 december 2012 13:30         |         |                                                    |                                                         |
| Pakistan                      | 2 – 5   | Nederland                                          | Scheidsrechters: David Gentles (AUS) Paco Vázquez (ESP) |
| eigen doelpunt 23' Abbasi 70' | verslag | Bakker 2', 32' Van Ass 20' Verga 46' Kemperman 61' | Scheidsrechters: David Gentles (AUS) Paco Vázquez (ESP) |

| 8 december 2012 16:00 |         |                          |                                                           |
| India                 | 0 – 3   | Australië                | Scheidsrechters: Andrew Kennedy (ENG) Martin Madden (SCO) |
|                       | verslag | Dwyer 6', 18' Govers 44' | Scheidsrechters: Andrew Kennedy (ENG) Martin Madden (SCO) |

### Troostfinale
| 9 december 2012 13:30               |         |                            |                                                         |
| Pakistan                            | 3 – 2   | India                      | Scheidsrechters: Diego Barbas (ARG) David Gentles (AUS) |
| Rizwan Sr. 21' Rasool 41' Ateeq 67' | verslag | Raghunath 7' M. Singh 70+' | Scheidsrechters: Diego Barbas (ARG) David Gentles (AUS) |

### Finale
| 9 december 2012 16:00 |              |                     |                                                         |
| Nederland             | 1 – 2 (n.v.) | Australië           | Scheidsrechters: Martin Madden (SCO) Paco Vázquez (ESP) |
| Baart 8'              | verslag      | Ford 31' Govers 75' | Scheidsrechters: Martin Madden (SCO) Paco Vázquez (ESP) |

## Eindstand
1. Australië
2. Nederland
3. Pakistan
4. India
5. België
6. Duitsland
7. Nieuw-Zeeland
8. Engeland

Mannen:
Lahore 1978 ·
Karachi 1980 ·
Karachi 1981 ·
Amstelveen 1982 ·
Karachi 1983 ·
Karachi 1984 ·
Perth 1985 ·
Karachi 1986 ·
Amstelveen 1987 ·
Lahore 1988 ·
Berlijn 1989 ·
Melbourne 1990 ·
Berlijn 1991 ·
Karachi 1992 ·
Kuala Lumpur 1993 ·
Lahore 1994 ·
Berlijn 1995 ·
Chennai 1996 ·
Adelaide 1997 ·
Lahore 1998 ·
Brisbane 1999 ·
Amstelveen 2000 ·
Rotterdam 2001 ·
Keulen 2002 ·
Amstelveen 2003 ·
Lahore 2004 ·
Chennai 2005 ·
Barcelona 2006 ·
Kuala Lumpur 2007 ·
Rotterdam 2008 ·
Melbourne 2009 ·
Mönchengladbach 2010 ·
Auckland 2011 ·
Melbourne 2012 ·
Bhubaneswar 2014 ·
Londen 2016 ·
Breda 2018
Vrouwen:
Amstelveen 1987 ·
Frankfurt 1989 ·
Berlijn 1991 ·
Amstelveen 1993 ·
Mar del Plata 1995 ·
Berlijn 1997 ·
Brisbane 1999 ·
Amstelveen 2000 ·
Amstelveen 2001 ·
Macau 2002 ·
Sydney 2003 ·
Rosario 2004 ·
Canberra 2005 ·
Amstelveen 2006 ·
Quilmes 2007 ·
Mönchengladbach 2008 ·
Melbourne 2009 ·
Nottingham 2010 ·
Amstelveen 2011 ·
Rosario 2012 ·
Mendoza 2014 ·
Londen 2016 ·
Changzhou 2018